# 굼벨 분포
굼벨 분포(Gumbel distribution) 또는 검벨 분포는 로그 베이불 분포라고도 하며, 그 평균에서 오일러-마스케로니 상수가 등장한다. 독일계 유대인으로 프랑스로 이주한 뒤 결국 미국으로 이민가게 되는 에밀 율리우스 굼벨(Emil Julius Gumbel)이 프랑스에서 체재하던 시절에 발표하였다.

## 같이 보기
- 에밀 율리우스 굼벨